# Битва при Пуэрто-Кабальос (1603)
Битва при Пуэрто-Кабальос (исп. Batalla de Puerto Caballos) — морское сражение в ходе Англо-испанской войны (1585—1604), произошедшее 17 февраля 1603 года у берегов нынешнего Гондураса. В ходе сражения английский флот взял город и порт Пуэрто-Кабальос (ныне — Пуэрто-Кортес), захватили два испанских галеона, один из которых впоследствии был сожжён, после чего разграбили город и через две недели отошли с захваченной добычей.

## Предыстория
На протяжении всей Англо-испанской войны (1585—1604) английские каперы наносили ущерб испанскому судоходству. К исходу войны, ввиду истощения обеих сторон, всё реже становились не только полноценные сражения между флотами, но и каперские рейды. Одним из известнейших британских каперов этого времени был ветеран Кристофер Ньюпорт, который постоянно находился в Карибском бассейне с 1602 года. Он потерял руку во время успешной экспедиции в 1590 году, но это не мешало ему сражаться.
В ноябре 1602 года острове Тортуга к северу от Эспаньолы Ньюпорт объединился с капитаном Майклом Гиром (еще одним ветераном рейдов против испанских галеонов). Гир до того заключил контракт с тремя французскими работорговцами, рассчитывая напасть на пару испанских галеонов, ожидаемых в ближайшее время в Пуэрто-Кабальос (современном Пуэрто-Кортесе, Гондурас). К 300-тонным английским кораблям — Архангел Гира, Нептун Ньюпорта и «Феникс» Энтони Хиппонса — были добавлены захваченные у испанцев корабли, что увеличило размер флота до восьми единиц.
Гир нуждался в помощи Ньюпорта, который хорошо знал побережье Гондураса: ещё в мае 1592 года Ньюпорт совершил успешный рейд на Пуэрто-Кабальос и захватил 200-тонный торговый корабль. Тем не менее, образованный флот Ньюпорта и Гира нуждался в ресурсах, поэтому они сначала отправились на Ямайку. 24 января 1603 года, направляясь к Пуэрто-Кабальос, англо-французская флотилия совершила набег на Ямайку, однако испанцы отразили атаку. Ньюпорт и его соратники ушли с незначительными потерями.

## Сражение
В темноте 17 февраля английские корабли, за которыми следовали французские работорговцы, подошли к порту Пуэрто-Кабальос и спустили семь лодок на 200 человек и легкую артиллерию. Они надеялись захватить два частично загруженных испанских галеона на якоре, при этом не уничтожив их. Галеонами были 600-тонная Нуэстра-Сеньора-дель-Росарио Хуана де Монастерио и 400-тонная Сан-Хуан-Баутиста Франсуа Ферруфино. Это были флагман и вице-флагман флота Новой Испании. Почти на восходе солнца нападавшие догребли до галеонов, надеясь на эффект неожиданности, но их заметили часовые. Раздались предупредительные выстрелы, однако англичанам и французам все-таки удалось попасть на борт.
Испанцы оказали ожесточенное сопротивление и сдерживали нападавших в течение нескольких часов, но к этому времени к порту приблизились Нептун и Архангел и разрядили свои пушки по испанцам в поддержку атаки. Обе стороны были близки к истощению, но англичане, наконец, захватили контроль над Нуэстра-Сеньора-дель-Росарио. После этого галеон Сан-Хуан-Баутиста, видя, что позиция безнадежна, сдался. Чтобы предотвратить испанскую контратаку, Ньюпорт немедленно приказал атаковать сам порт. После короткого боя испанцы оставили город, и после почти восьми часов битва закончилась. Потери обеих сторон были примерно одинаковыми — около 30 бойцов, но испанцы потеряли пленными почти 200 человек, большинство из которых входили в экипажи захваченных галеонов.

### Оккупация
Затем англичане и французы грабили стоявшие на якоре суда и здания на берегу в течение восемнадцати дней. Добыча была значительной — 200 мешков анила (красителя), 3000 шкур и артиллерия двух захваченных галеонов вместе с разными товарами из города. Нуэстра-Сеньора-дель-Росарио был значительно повреждён обстрелом с бортов Нептуна и Архангела, поддерживавших атаку. Ньюпорт решил сжечь галеон, поскольку он был слишком повреждён, чтобы его можно было буксировать, захваченный груз перенесли на Сан-Хуан-Баутиста.
Между англичанами и французами во время оккупации города были отмечены споры, но они касались не трофеев, а судьбы испанских пленных. Испанские очевидцы позже заявляли, что французы хотели их всех убить, однако англичане отказались допустить это. Англичане отпустили часть пленных, но это не помешало французам убить некоторое число испанцев. В последние дни оккупации Ньюпорт заставлял французов освобождать пленных и даже уплатил выкуп за нескольких заключенных.

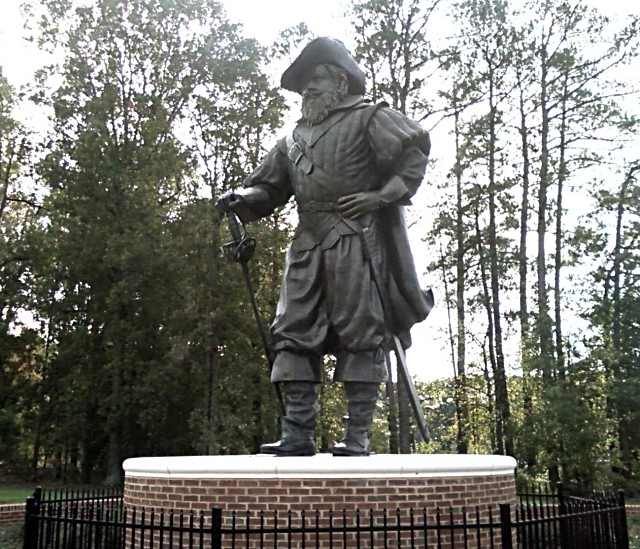
Статуя Кристофера Ньюпорта в Университете Кристофера Ньюпорта, США

## Последствия
В конце концов англичане и французы отправились с Сан-Хуан-Баутиста в качестве единственного трофея, Нуэстра-Сеньора-дель-Росарио остался гореть на выходе из порта. Французы вернулись на Эспаньолу, а англичане направились в сторону Кубы. Пуэрто-Кабальос ещё неоднократно становился объектом набегов и грабежей, пока после самой серьёзной атаки не был полностью опустошен и уже не восстановился.
Гир и Ньюпорт оставались в Карибском бассейне до мая и захватили ряд испанских кораблей около Гаваны. В том же месяце они благополучно вернулись в Англию. Ньюпорт использовал деньги от продажи трофеев, чтобы помочь создать Вирджинскую компанию по заселению Северной Америки. Он снова вернулся в Америку, но чтобы не грабить, а заложить вместе с Джоном Смитом, Джоном Ролфом и Джорджем Сомерсом фундамент первой постоянной английской колонии Джеймстаун.